# Bill Bennett (Politiker)
William Richards „Bill“ Bennett PC, OBC (* 18. August 1932 in Kelowna, British Columbia; † 3. Dezember 2015 in Kelowna, British Columbia) war ein kanadischer Politiker und Unternehmer. Er war vom 22. Oktober 1975 bis zum 6. November 1986 Premierminister der Provinz British Columbia und Vorsitzender der British Columbia Social Credit Party. Er ist der Sohn von W. A. C. Bennett, der von 1952 bis 1972 dieselben Ämter ausübte, und entfernt verwandt mit Richard Bedford Bennett, dem Premierminister Kanadas von 1930 bis 1935.

## Biografie
Nach dem Schulabschluss war Bennett mehrere Jahre zusammen mit seinem Bruder Russell als Immobilienspekulant tätig. 1972 musste sein Vater eine Wahlniederlage hinnehmen und nach zwanzigjähriger Amtszeit als Premierminister zurücktreten. Am 7. September 1973 stellte sich Bennett in Okanagan South, dem ehemaligen Wahlbezirk seines Vaters, zur Wahl und wurde zum Abgeordneten in der Legislativversammlung von British Columbia gewählt. Kurz darauf wählte ihn der Parteitag der British Columbia Social Credit Party zum neuen Vorsitzenden.
Bei den Wahlen am 11. Dezember 1975 konnten die Socreds ihren Wähleranteil um über ein Drittel erhöhen und errangen die Mehrheit der Sitze. Bennett übernahm daraufhin am 22. Dezember das Amt des Premierministers. Trotz einer stagnierenden Wirtschaft gelang es ihm, im Mai 1979 und im Mai 1983 als Regierungschef bestätigt zu werden. Anschließend versuchte seine Regierung, die Wirtschaft wieder in Schwung zu bringen, indem sie umfangreiche Investitionen in die Infrastruktur tätigte.
Diese Mehrausgaben sollten mit einem massiven Abbau des Staatspersonals finanziert werden. Auch plante die Regierung weitreichende Einschränkungen bei Sozialleistungen, im Bildungswesen, bei Minderheitenrechten und bei Rechten der Gewerkschaften. Es folgte eine wochenlange Streikwelle, die beinahe zu einem Generalstreik führte. Nach Verhandlungen mit Gewerkschaftsführern musste die Regierung im November 1983 zahlreiche ihrer geplanten Änderungen aufgeben.
Im Mai 1986, kurz nach Eröffnung der Weltausstellung Expo 86 in Vancouver, erklärte Bennett seinen Rücktritt. Er übergab am 6. August 1986 die Ämter als Premierminister und Parteivorsitzender an Bill Vander Zalm. Bill Bennett, sein Bruder Russell und ein Geschäftspartner wurden zwei Jahre später beschuldigt, Insidergeschäfte getätigt zu haben, im Mai 1989 jedoch freigesprochen, da nicht zweifelsfrei nachgewiesen werden konnte, dass die Vorwürfe zutrafen.